# Marguerite Snow
Pour les articles homonymes, voir Snow.
Marguerite Snow est une actrice américaine, née le 9 septembre 1889 à Salt Lake City, Utah (États-Unis), morte le 17 février 1958 à Los Angeles (Californie).

## Filmographie
- 1911 : Baseball and Bloomers
- 1911 : The Old Curiosity Shop (en)de Barry O'Neil
- 1911 : His Younger Brother
- 1911 : The Railroad Builder
- 1911 : Get Rich Quick : The Wife
- 1911 : The Stepmother : The Older Sister
- 1911 : Motoring
- 1911 : Little Old New York : The Stenographer
- 1911 : Lorna Doone
- 1911 : The Pied Piper of Hamelin
- 1911 : Back to Nature
- 1911 : Cupid the Conqueror
- 1911 : The Romance of Lonely Island
- 1911 : The Moth (en) : The Belle of the Village
- 1911 : Count Ivan and the Waitress : The Waitress
- 1911 : The Buddhist Priestess : The Buddhist Priestess
- 1911 : In the Chorus : The Mother
- 1911 : The Honeymooners : The Bride
- 1911 : Young Lochinvar : Lochinvar's Bride
- 1911 : The Five Rose Sisters
- 1911 : The Tempter and Dan Cupid : The Bride
- 1911 : Their Burglar
- 1911 : The Missing Heir : The Girl
- 1911 : The Lady from the Sea : The Lady from the Sea
- 1911 : The Tomboy : The Tomboy
- 1911 : She (en) : She
- 1912 : Docteur Jekyll et M. Hyde
- 1912 : A Niagara Honeymoon : The Bride
- 1912 : East Lynne : Barbara Drew
- 1912 : Flying to Fortune (it) : The Scheming Aunt
- 1912 : For Sale -- A Life : The Attractive Wife
- 1912 : My Baby's Voice : The Mother
- 1912 : The Girl of the Grove : The Wooer's Wife
- 1912 : Into the Desert : The Girl
- 1912 : Rejuvenation : The Lighthouse Keeper's Friend's Fiancée
- 1912 : Dora Thorne : Dora Thorne
- 1912 : The Saleslady : Nora Grady, the Saleslady
- 1912 : Love's Miracle : The Invalid
- 1912 : Jilted
- 1912 : Jess : Jess
- 1912 : The Ring of a Spanish Grandee : Miss Romantic
- 1912 : Whom God Hath Joined (it) de Webster Cullison : The Wife
- 1912 : Dottie's New Doll : The Young Child's Nurse
- 1912 : Sous deux drapeaux (Under Two Flags)
- 1912 : Pa's Medicine : Willie's Mother
- 1912 : Nursie and the Knight : The Mother
- 1912 : Her Darkest Hour : The Disinherited Heiress
- 1912 : Lucile : Lucile
- 1912 : Undine : Lady Bertalda, Undine's Rival
- 1912 : But the Greatest of These Is Charity : The Rich Father's Daughter, a Charity Worker
- 1912 : Letters of a Lifetime : The Brother's Wife
- 1912 : The Warning : The Mother
- 1912 : A Six Cylinder Elopement : Gray's Daughter
- 1912 : The Woman in White : Laura / Anne
- 1912 : In a Garden : Miss May, Adulte
- 1912 : Put Yourself in His Place (en) de james Cruze : Grace Carden
- 1912 : The Little Girl Next Door : The Wife
- 1912 : Cross Your Heart : The Little Girl Grown Up
- 1912 : The Forest Rose : The Forest Rose
- 1912 : A Romance of the U.S.N. : The Sailor's Sweetheart
- 1912 : Brains vs. Brawn : The Wealthy Widow
- 1912 : The Other Half : The Sick Mother
- 1912 : The Repeater : May, The Reformer's Wife
- 1912 : A Militant Suffragette (it) : Mary Dout, the Militant Suffragette
- 1913 : When Ghost Meets Ghost
- 1913 : Carmen
- 1913 : The Tiniest of Stars : The Mother
- 1913 : The Dove in the Eagle's Nest : The Dove
- 1913 : Their Best Friend
- 1913 : The Idol of the Hour
- 1913 : For Her Boy's Sake (en)
- 1913 : The Marble Heart : Marco, la femme au cœur de marbre
- 1913 : The Caged Bird
- 1913 : Tannhäuser
- 1913 : The Girl of the Cabaret
- 1913 : Peggy's Invitation
- 1914 : Joseph in the Land of Egypt : Potiphar's Wife
- 1914 : The Dancer
- 1914 : A Leak in the Foreign Office
- 1914 : The Professor's Awakening
- 1914 : A Woman's Loyalty
- 1914 : A Dog of Flanders : Nello, a boy
- 1914 : The Million Dollar Mystery de Howell Hansel (it) : Countess Olga Petroff
- 1914 : From Wash to Washington (it)
- 1914 : Susie's New Shoes
- 1914 : The Motherless Kids
- 1914 : When Queenie Came Back
- 1914 : Zudora d'Howell Hansel (it) : Zudora
- 1915 : The Heart of the Princess Marsari
- 1915 : Daughter of Kings
- 1915 : The Angel in the Mask
- 1915 : The Patriot and the Spy : Blanchette
- 1915 : His Guardian Auto
- 1915 : The Second in Command : Muriel Mannering
- 1915 : The Silent Voice : Marjorie Blair
- 1915 : Rosemary : Dorothy Cruickshank
- 1916 : The Upstart : Beatrice Mitchell
- 1916 : A Corner in Cotton : Peggy Ainslee
- 1916 : The Marble Heart
- 1916 : The Half Million Bribe : Miriam Challoner
- 1916 : Notorious Gallagher; or, His Great Triumph : Peggy Winters
- 1916 : Her Great Triumph
- 1916 : The Faded Flower : Lillian Hill
- 1917 : Broadway Jones : Josie Richards
- 1917 : The Hunting of the Hawk (en) : Diana Curran
- 1918 : Mission of the War Chest
- 1918 : The Marriage Trap
- 1918 : The Eagle's Eye : Dixie Mason
- 1918 : The First Law (en) : Madeleine
- 1919 : In His Brother's Place : Kitty Judd
- 1920 : L'Appartement n° 13 (The Woman in Room 13) de Frank Lloyd : Edna Crane
- 1920 : Rouge and Riches : Dodo
- 1920 : The Great Shadow
- 1920 : Felix O'Day : Lady Barbara O'Day
- 1921 : The Slave Market
- 1921 : Lavender and Old Lace : Mary Ainslie
- 1922 : The Veiled Woman : Elvina Grey
- 1924 : Chalk Marks : Angelina Kilbourne
- 1925 : Savages of the Sea : Stella Rawley
- 1925 : Kit Carson Over the Great Divide : Norma Webb (his wife)